# Seiji Kaneko
Seiji Kaneko (金古 聖司?, Kaneko Seiji; Prefettura di Fukuoka, 27 maggio 1980) è un ex calciatore giapponese, di ruolo difensore.